# Клайн, Мартин
Ма́ртин Клайн Йо́энсен (фар. Martin Klein Joensen; род. 26 декабря 1999 года в Торсхавне, Фарерские острова) — фарерский футболист, нападающий клуба «Б68».

## Карьера
Мартин начинал карьеру в клубе «Викингур». Сезон-2019 и начало 2020 года он провёл в рядах молодёжной команды рунавуйкского «НСИ» на правах аренды. 5 декабря 2020 года форвард дебютировал за «викингов», заменив Ноа Мнени на 82-й минуте финального матча Кубка Фарерских островов против столичного «ХБ». 7 марта 2021 года Мартин впервые сыграл в фарерской премьер-лиге, выйдя на замену на 88-й минуте вместо Якупа Йохансена во встрече с «ТБ». 2 августа он открыл счёт своим голам на турнире, поразив ворота «Б36». Суммарно нападающий отметился 9 забитыми мячами в 24 сыгранных матчах того сезона. 
В 2022 году на счету форварда были 10 голов в 26 встречах первенства архипелага. Сезон-2023 выдался наиболее продуктивным для Мартина: в 25 играх премьер-лиги он забил 16 мячей. 2024 год нападающий начал в исландском «Ньярдвике», куда перешёл на правах аренды вместе с другим фарерцем Каем Лео уй Бартальсстову. Он принял участие в 3 матчах Кубка исландской лиги и забил в них 2 мяча, после чего вернулся в «Викингур». В сезоне-2024 Мартин был игроком ротации «викингов». Он забил 3 гола в 15 играх и стал чемпионом архипелага в составе этого клуба.
10 ноября 2024 года Мартин перебрался из «Викингура» в тофтирский «Б68».

## Достижения
«Викингур»
- Чемпион Фарерских островов (1): 2024